# Imposta provinciale di trascrizione
L'imposta provinciale di trascrizione, meglio nota con la sigla IPT, è un tributo che grava sugli autoveicoli immatricolati nella Repubblica Italiana e applicata alle formalità richieste dal Pubblico Registro Automobilistico per l'iscrizione, trascrizione, e annotazione dei veicoli sul registro medesimo.

## Storia
Istituita dall'art. 56 del decreto legislativo n. 446 del 15 dicembre 1997, il valore dell'imposta, come determinato dai commi 2 e 11 del suddetto articolo, con decreto ministeriale n. 435 del 27 novembre 1998.

## Determinazione dell'importo
La provincia nel quale il veicolo viene immatricolato può deliberare di aumentare le misure basi sino ad un massimo del 30%.
Questi aumenti devono essere adottati ai fini dell'approvazione del bilancio di previsione e si applicano a partire dal 1º gennaio dell'anno cui è riferito il bilancio di previsione ed obbligatoriamente notificati entro 10 giorni dalla data di esecutività della relativa deliberazione provinciale.

## Sanzioni
Come stabilito dall'articolo art. 13 del D.lgs. 18 dicembre 1997, n. 471, la sanzione in caso di omesso, ritardato o parziale pagamento dell'IPT, è unica ed è dovuta nella misura del 30% dell'importo non versato, è uguale per tutte le province ed è disciplinato dal D.lgs. 18 dicembre 1997, n. 472.